# Ludwig Aeldert
Ludwig August Johannes Heinrich Aeldert (* 28. Januar 1881 in Düsseldorf; † 1964) war ein deutscher Diplomat.

## Leben
Ludwig Aeldert war deutscher Konsul in Ost-Afrika, danach bis 1935 in Brasilien und von Februar 1936 bis Juli 1936 deutscher Konsul in Triest.

## Werke (Auswahl)
- Estutatos da Sociedade cooperativa de responsabilidade limitada [...] em [...] com uma introducção geral. Endereço postal [...], 1929
- Auf langer Fahrt. Im Auslandsdienst des Reiches, Berlin, 1941
- Auf langer Fahrt. Im Auslandsdienst des Reiches, Berlin, 1943 (Feldpost-Ausgabe)